# Méhbirodalom

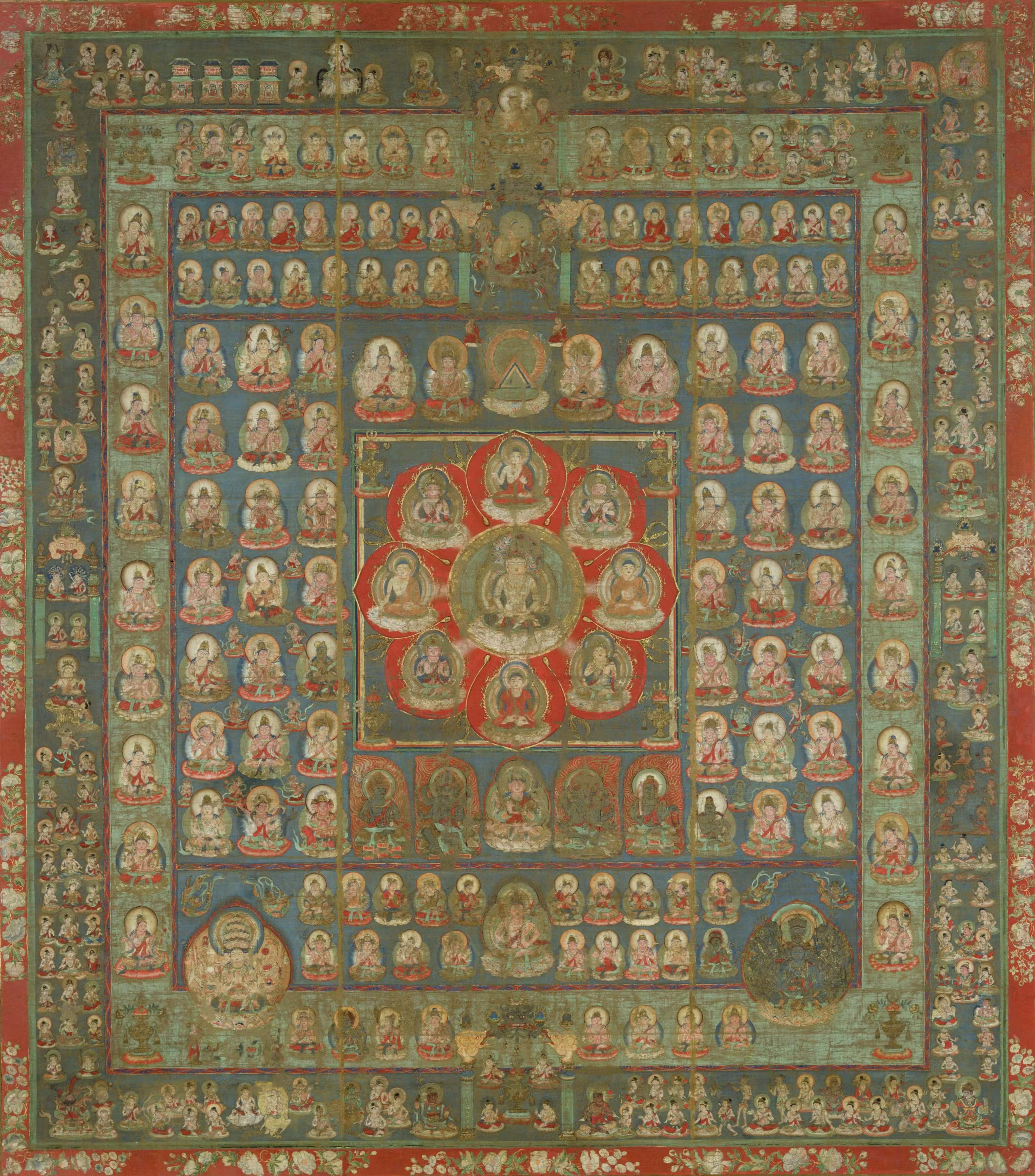
Garbadatumandala. A középső négyzet Vairocsana buddhát korai szakaszában ábrázolja, akit nyolc buddha és bódhiszattva vesz körül (fentről az óramutató járásával megegyezően: Ratnaszambhava, Szamantabhadra, Szamkuszumitaradzsa, Manydzsuszrí, Amitábha, Avalokitesvara, Amoghasziddhi, Maitreja)

A méhbirodalom (vagy mátrixbirodalom esetleg mátrixmandala; Szanszkrit garbhakosadhátu röviden garbhadhátu, japánul 胎蔵界 taizókai) egy metafizikai űr, mely az Öt bölcsességkirálynak ad otthont.
A birodalom a Mahávairócsana szútrán alapul, minek második fejezetéből ered a mandala neve is. Ebben a részben olvasható ugyanis, hogy Mahávairócsana buddha „együttérzésének méhéből” fedte fel tanítványának, Vadzsraszattvának a mandala titkos tanításait.
A Méhbirodalom a mandaláknak egy igen népszerű témája, a Gyémántbirodalom (vadzsradhátu) mandalával pedig együttesen alkotja A két birodalom mandaláját.
A két birodalom mandalája képezi a japán ezoterikus – vagy singon buddhista – rituálék alapját, beleértve az abhiséka (beavatási) rituálét is.
Ebben a szertartásban a beavatottakat megkérik, hogy bekötött szemmel dobjanak virágot a mandalákra. Ahova a virág esik, az segít eldönteni, hogy a tanítvány melyik buddhista alaknak szentelje magát.
A tradicionális singon csarnokokban a Méhbirodalom mandala a keleti falon lóg (szimbolizálva Mahávairócsana buddhát korai szakaszában), a Gyémántbirodalom mandala pedig a nyugati falon (Mahávairócsana buddha végső ráeszmélésének szimbólumaként).

## Külső hivatkozások
- Mandala of the Womb World Japan, Kamakura period, 13th - 14th century Dharmapala Thangka Centre
- The Diamond and Womb World Mandalas Dharmapala Thangka Centre
- Mandala In Japan